# セヴンス・ソジャーン
『セヴンス・ソジャーン』（Seventh Sojourn）は、イギリスのプログレッシブ・ロック・バンド、ムーディー・ブルースが1972年に発表した8作目のスタジオ・アルバム。ジャスティン・ヘイワードとジョン・ロッジが加入してからは7作目に当たる。

## 背景
ジャスティン・ヘイワードは父を失って間もない頃に「新しい地平線」を作っており、ヘイワードは2013年に行われたSongfactsのインタビューにおいて「私の周りで死が相次いで、私はそれに対処し、どのように扱って、何をすべきで、どうやって乗り越えるべきか考え出さなければならなかった」と語っている。また、グレアム・エッジは本作が制作されていた頃に辛い離婚を経験しており、エッジは2011年に行われたExaminer.comのインタビューにおいて「私は長い間、このアルバムをほとんど無視していて、聴いたり関わりを持ったりしないようにしていた」「個人的な見地から、長い間ほとんど無視してきたってことに、我ながら本当に驚いたよ」と語っている。
マイク・ピンダーは本作のレコーディングで、従来のメロトロンに代わりチェンバリンを多用している。
2007年のSACD及び2008年のリマスターCDには、ボーナス・トラックが4曲追加された。そのうち「アイランド」は本作リリース後の1973年2月14日にレコーディングされた曲で、他の3曲はマイク・ピンダーのホーム・スタジオ「Beckthorns」で1972年1月に録音された。

## 反響・評価
本作に先駆けてリリースされたシングル「神秘な世界へ」は、全英シングルチャートで13位、アメリカのBillboard Hot 100では29位を記録。
続いて本作が発表されると、全英アルバムチャートでは18週チャート圏内に入り、最高5位を記録。アメリカではBillboard 200において自身初の1位獲得を果たし、RIAAによってゴールドディスクに認定された。また、1973年にシングル・カットされた「ロックン・ロール・シンガー」は全英36位・全米12位に達した。
Bruce Ederはオールミュージックにおいて5点満点中3.5点を付け「バラードが2曲あるとはいえ、『セヴンス・ソジャーン』はリリース当時、このバンドが生み出してきた作品の中で最もハードにロックしていることで注目された」と評している。

## 収録曲
1. 失われた世界 "Lost in a Lost World" (Mike Pinder) – 4:41
2. 新しい地平線 "New Horizons" (Justin Hayward) – 5:10
3. フォー・マイ・レディー "For My Lady" (Ray Thomas) – 3:57
4. 神秘な世界へ "Isn't Life Strange" (John Lodge) – 6:00
5. ユー・アンド・ミー "You and Me" (J. Hayward, Graeme Edge) – 4:19
6. 虚飾の世界 "The Land of Make-Believe" (J. Hayward) – 4:51
7. ホエン・ユー・アー・ア・フリーマン "When You're a Free Man" (M. Pinder) – 6:05
8. ロックン・ロール・シンガー "I'm Just a Singer (In a Rock and Roll Band)" (J. Lodge) – 4:19

### ボーナス・トラック
1. 神秘な世界へ（オリジナル・ヴァージョン） "Isn't Life Strange (Original Version)" (J. Lodge) – 8:10
2. ユー・アンド・ミー（ベックソーンズ・バッキング・トラック） "You and Me (Beckthorns Backing Track)" (J. Hayward, G. Edge) – 6:30
3. 失われた世界（インストゥルメンタル・デモ） "Lost in a Lost World (Instrumental Demo)" (M. Pinder) – 4:41
4. アイランド "Island" (J. Hayward) – 4:30

## 参加ミュージシャン
- ジャスティン・ヘイワード - ボーカル、ギター
- ジョン・ロッジ - ボーカル、ベース
- マイク・ピンダー - ボーカル、チェンバリン、メロトロン、ピアノ、オルガン
- レイ・トーマス - ボーカル、フルート、タンブリン
- グレアム・エッジ - ドラムス、ボーカル